# Jahai
Jahai, mon-khmersko pleme sa sjevera Malajskog poluotoka u Maleziji u državama  Perak i zapadnom Kelantanu. Lovci puhaljkama na majmune. Koriste malene otrovne strelice natopljene otrovom drveta ipoh, Antiaris toxicaria. Osim majmuna love i dikobraze koji su im glavni izvor mesa i za njih najveći specijalitet. Te životinje kriju se po rupama u zemlji, a hvataju ih na taj načimn da ispred rupe zapale vatru i čekaju ih s kopljima da ih dim istjera van.
Jahai grade kuće na drvenim nosačima. od ukrasa koriste bodlje dikobraza probušene kroz nos.
Suvremena populacija iznosi oko 1 660 (2008 JHEOA), od čega 1 000 govornika (jezik jahai ili jehai) u Maleziji (2006) s dva dijalekta Batek Teh i Jehai.